# Gun Jacobson
Gun Elisabet Jacobson, född 21 juni 1930 i Sundsvall, död 15 april 1996 i Botkyrka församling, Stockholms län, var en svensk författare av främst ungdomsromaner. 
Jacobson, som var dotter till styckmästare Anders Boström och försäljare Elizabeth Wermelin, avlade studentexamen 1949 och folkskollärarexamen 1951. Hon var verksam som folkskollärare 1951–1968 och som fri författare från 1968. Hon var PR-sekreterare i IOGT:s internationella styrelse 1966–1974, ledare för frilansgruppen vid Lyckseleteatern 1972–1975 och styrelseledamot i Svenska författarförbundets barn- och ungdomssektion 1983–1989. 
Jacobson debuterade 1966 med Fel spår. Trots att hon själv var lärare beslöt hon sig för att skriva om de ungdomar som hatar skolan. Jacobson skrev först och främst socialrealistiska romaner. Mest känd är Peters baby, som handlar om en 16-årig pojke som plötsligt får sin baby på halsen. Ingen tror att han kan klara av det, men han beslutar sig för att visa dem. I Tack - håll käften visar Jacobson hur det är att komma som invandrare till ett nytt land.
Med Salamander bytte Jacobson genre till en slags fantasy. Men då mottagandet blev kyligt återgick hon till sin vanliga realistiska stil.

## Valda böcker
- Fel spår (1966)
- Min bror från Afrika (1969)
- Peters baby (1971)
- Tack - håll käften (1972)
- Hela långa dagen (1973)
- Ostraffad (1974)
- Tjejer, Peter (1975)
- Peter och Lena (1976)
- Salamander (1978)
- En tjej vid ratten (1979)
- Ragulkakrigarna (1992)
- I natt hos dej (1995)